# Salix luctuosa
Salix luctuosa — вид квіткових рослин із родини вербових (Salicaceae).

## Морфологічна характеристика
Це кущ до 3 м заввишки. Гілки прямовисні; гілочки зеленувато-коричневі або темно-коричневі, шовковисто-запушені в молодості, потім голі чи майже так, блискучі. Листкова ніжка 1–3 мм; листкова пластинка еліптична чи вузько-еліптична, 1–4 × 0.5–1.5 см, спочатку абаксіально (низ) шовковисто запушена, стає майже голою, за винятком середньої жилки, адаксіально зелена, гола чи волосиста вздовж середньої жилки, обидва кінці тупі, край цільний. Чоловіча сережка 30–45 × 6–9 мм. Чоловіча квітка: тичинок 2; пиляки жовті, яйцеподібні. Жіноча сережка ≈ 30 × 6 мм, до 5 см у плоді. Жіноча квітка: залоза адаксіальна; зав'язь яйцювата, гола, сидяча чи майже так. Коробочка ≈ 3 мм.

## Середовище проживання
Непал, Тибет, Північно-центральний і Південно-центральний Китай. Росте біля води, населяє схилів гір, долини; на висотах 1500–3200 метрів.